# Distretto di Hongwei
Il distretto di Hongwei (宏伟区S, Hóngwěi QūP) è un distretto della Cina, situato nella provincia di Liaoning e amministrato dalla prefettura di Liaoyang.